# Clemensia acroperalis
Clemensia acroperalis là một loài bướm đêm thuộc phân họ Arctiinae, họ Erebidae.